# Landiona
Landiona (lombardisch Landiuna) ist eine Gemeinde mit 527 Einwohnern (Stand 31. Dezember 2023) in der italienischen Provinz Novara (NO), Region Piemont.
Die Nachbargemeinden sind Arborio (VC), Mandello Vitta, Sillavengo und Vicolungo.
Das Gemeindegebiet umfasst eine Fläche von 7 km².